# Perłopław

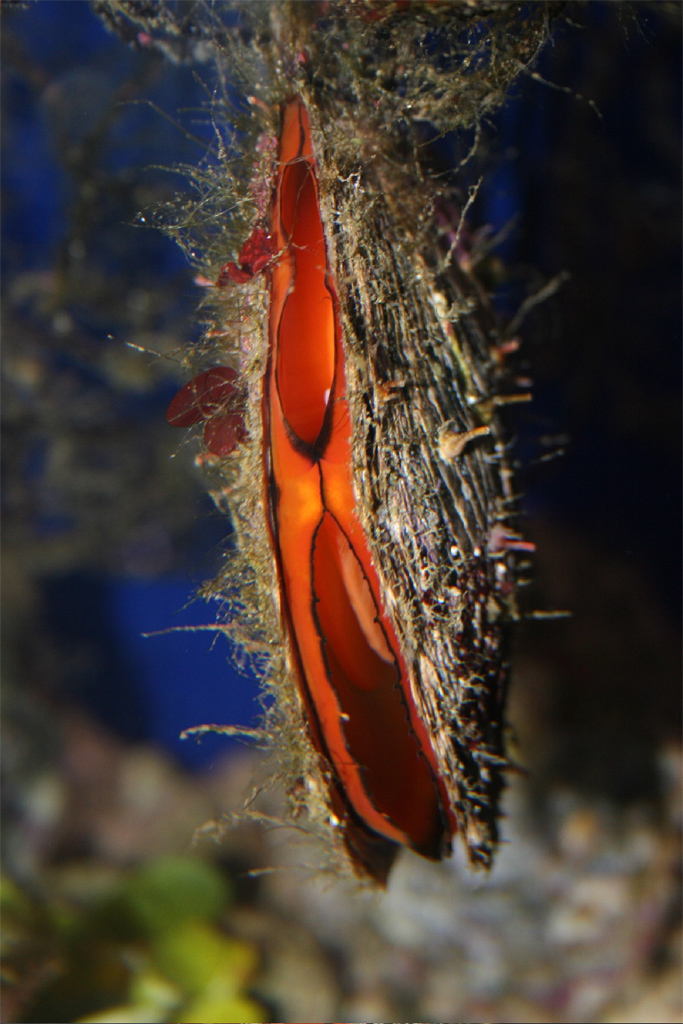
Pinctada margaritifera

Perłopław – przedstawiciel rodziny perłopławowatych, jej rodzajów (Pteria i Pinctada) lub konkretnego gatunku małża, np.:
- perłopław indyjski[3] (Pinctada margaritifera) – zwany jest też perłopławem wielkim[4][5] lub perłorodnym[1].

Niektóre gatunki perłopławów wytwarzają masę perłową i perły (zwykle jedną), wykorzystywane do produkcji ozdób.